# 弗里茨·施特罗布尔
弗里茨·施特罗布尔（德語：Fritz Strobl，1972年8月24日—），奥地利男子高山滑雪运动员。他曾代表奥地利参加1998年、2002年和2006年冬季奥林匹克运动会高山滑雪比赛，获得一枚金牌。